# Ostasienspiele 2009
Die Ostasienspiele 2009 (V. Ostasienspiele) wurden vom 5. Dezember bis 13. Dezember 2009 in Hongkong ausgetragen. Es waren die fünften Wettkämpfe dieser Art und die bis dato größten in der Geschichte der Ostasienspiele. Bei der 90-minütigen Auftaktzeremonie gab es ein großes Feuerwerk über dem Victoria Harbour. Die Politikerin Liu Yandong erklärte dabei die neuntägigen Spiele für eröffnet. Das Budget betrug 240 Millionen Hongkong-Dollar.

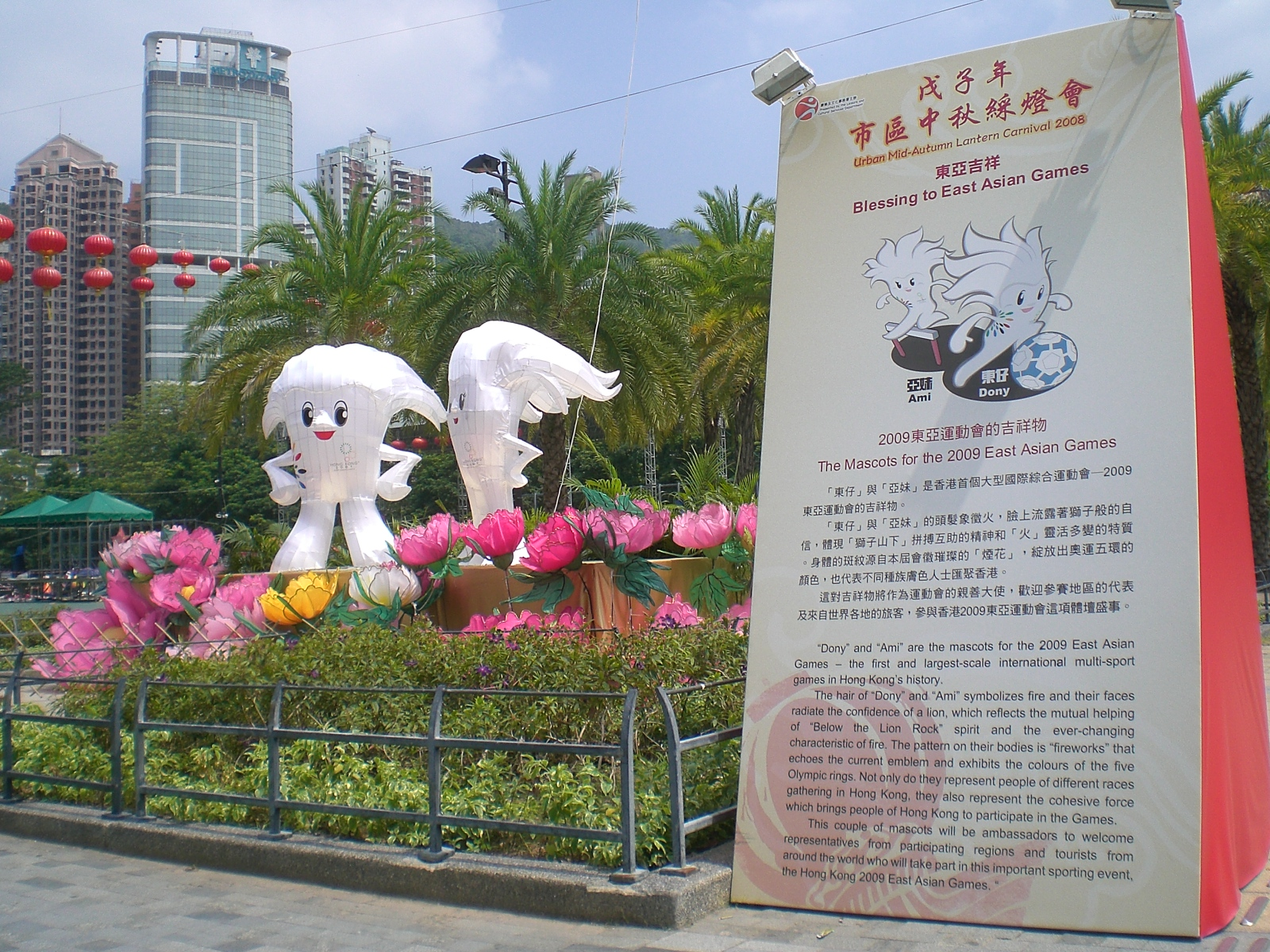
Die Maskottchen der Spiele Dony und Ami im Victoria Park.

## Sportarten
Im Vergleich zu den Spielen 2005 kamen die Sportarten Badminton, Billard, Judo, Radfahren, 7er-Rugby, Squash, Tischtennis, Volleyball und Windsurfen hinzu, wohingegen Drachenboot, Gymnastik, Karate und Soft Tennis keine Bestandteile der Spiele mehr waren.
Ausgetragen wurden:
- Basketball
- Badminton (Details 2009)
- Billard[A 1]
- Bowling[A 1]
- Fußball (Details)
- Gewichtheben
- Hockey
- Judo
- Leichtathletik
- Radfahren
- Rudern
- 7er-Rugby[A 1]
- Schießen
- Squash[A 1]
- Tanzsport[A 1]
- Taekwondo
- Tennis
- Tischtennis
- Volleyball
- Wassersport
- Windsurfen
- Wushu[A 1]

## Medaillenspiegel
Wie bei allen vorangegangenen Ostasienspielen belegte China im Medaillenspiegel den ersten Platz, gefolgt von Japan und Südkorea.
| Platz | Land                | Gold | Silber | Bronze | Gesamt |
| ----- | ------------------- | ---- | ------ | ------ | ------ |
| 1     | Volksrepublik China | 113  | 73     | 46     | 232    |
| 2     | Japan               | 62   | 58     | 70     | 190    |
| 3     | Südkorea            | 39   | 45     | 59     | 143    |
| 4     | Hongkong            | 26   | 31     | 53     | 110    |
| 5     | Chinesisch Taipeh   | 8    | 34     | 47     | 89     |
| 6     | Macau               | 8    | 9      | 12     | 29     |
| 7     | Nordkorea           | 6    | 8      | 11     | 25     |
| 8     | Mongolei            | 0    | 4      | 16     | 20     |
| 9     | Guam                | 0    | 0      | 1      | 1      |
| Total | Total               | 262  | 262    | 315    | 839    |